# Korostî, Cosău
Korostî (în ucraineană Корости) este un sat în comuna Traci din raionul Cosău, regiunea Ivano-Frankivsk, Ucraina.

## Demografie
Componența lingvistică a localității Korostî
     Ucraineană (99,39%)
     Alte limbi (0,61%)
Conform recensământului din 2001, majoritatea populației localității Korostî era vorbitoare de ucraineană (99,39%), existând în minoritate și vorbitori de alte limbi.